# Expediția britanică în Tibet
Expediția britanică în Tibet, cunoscută, de asemenea, ca Invazia britanică a Tibetului sau Expediția Younghusband în Tibet, a început în decembrie 1903 și a durat până în septembrie 1904. Expediția a fost efectiv o invadare temporară a Tibetului de către forțele militare ale Indiei Britanice sub auspiciile Comisiei de Frontieră între Sikkim și Tibet, a cărei pretinsă misiune era stabilirea unor relații diplomatice și rezolvarea disputei cu privire la frontiera între Tibet și Sikkim. În secolul al XIX-lea, britanicii au cucerit Birmania și Sikkimul, ocupând întreaga zonă de sud a Tibetului. Regimul tibetan Ganden Phodrang, aflat sub stăpânirea administrativă a dinastiei Qing, a rămas singurul stat himalayan nesupus influenței britanice.
Expediția a fost destinată a contracara perceputele interese rusești în Orient și a fost inițiată în mare măsură de lordul Curzon, conducătorul guvernului Indiei Britanice. Curzon a avut obsedat mult timp de avansarea Rusiei în Asia Centrală și se temea acum de o invazie rusă în India Britanică. În aprilie 1903 britanicii au primit asigurări clare din partea guvernului rus că nu avea niciun interes în Tibet. „În ciuda acestor asigurări rusești, lordul Curzon a continuat să facă presiuni pentru trimiterea unei misiuni în Tibet”, a notat un funcționar britanic de rang înalt.
Expediția s-a îndreptat către Gyantse și a ajuns în cele din urmă la Lhasa, capitala Tibetului, în august 1904. Dalai Lama s-a refigiat pentru a fi în siguranță, mai întâi în Mongolia și apoi în China, dar mii de tibetani înarmați cu muschete vechi și cu săbii au fost secerați de puștile moderne și de mitralierele Maxim în timp ce încercau să respingă înaintarea britanicilor. Comisia britanică de Frontieră i-a forțat pe funcționarii guvernamentali tibetani rămași în capitala provinciei să semneze Tratatul de la Lhasa (1904), înainte de a se retrage în Sikkim, în luna septembrie, obținând asigurarea guvernului chinez că nu va permite niciunei alte țări să se amestece în administrarea Tibetului.
Misiunea a fost recunoscută ca o expediție militară de către guvernul Indiei Britanice, care a emis o medalie de campanie denumită Medalia Tibet pe care a acordat-o tuturor celor care au luat parte la acea misiune.

## Context

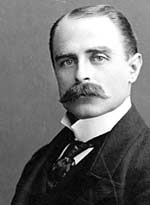
Col. Francis Younghusband

Cauzele conflictului sunt neclare; istoricul Charles Allen a considera că motivele oficiale ale invaziei sunt „aproape în întregime false”. Se pare că invazia a fost provocată în primul rând de zvonurile care circulau în cercurile administrației britanice de la Calcutta că guvernul chinez (care stăpânea de jure Tibetul) intenționa să cedeze provincia Rusiei, furnizând astfel Rusiei o cale directă către India Britanică, rupând lanțul de state-tampon semiautonome care separau la nord India de Imperiul Rus. Aceste zvonuri au fost întărite de prezența unei expediții rusești de explorare a Tibetului; exploratorul rus Gombojab Tsybikov a fost primul fotograf străin al orașului Lhasa, locuind acolo în anii 1900-1901 cu ajutorul călugărului budist rus Agvan Dorjiyev de la curtea celui de-al 13-lea Dalai Lama. Liderul spiritual al Tibetului a refuzat să aibă relații cu guvernul britanic din India și l-a trimis în 1900 pe Dorjiyev ca emisar la curtea țarului Nicolae al II-lea cu un apel pentru obținerea protecției Rusiei. Dorjiyev a fost primit cu căldură la Peterhof și un an mai târziu la palatul țarului de la Ialta.
Aceste evenimente au întărit convingerea lui Curzon că Dalai Lama intenționa să plaseze Tibetul în sfera de influență rusă și să schimbe starea de neutralitate. În 1903 lordul Curzon a cerut să poarte negocieri cu guvernele Chinei și Tibetului la Khampa Dzong, un mic sat tibetan din nordul Sikkimului, cu scopul de a încheia acorduri comerciale. Chinezii au acceptat și i-au cerut celui de-al 13-lea Dalai Lama să participe. Cu toate acestea, Dalai Lama a refuzat să ia parte la negocieri și, în plus, a refuzat să asigure transportul ambanului (rezidentul imperial chinez) You Tai în locul propus. Curzon a conchis că guvernul Chinei nu avea puterea sau autoritatea de a obliga guvernul Tibetului și a obținut aprobarea guvernului de la Londra pentru a trimite o Comisie de Frontieră, condusă de colonelul Francis Younghusband, asistat de vicecomisarii John Claude White și E. C. Wilson, la Khampa Dzong. Cu toate acestea, nu se știe dacă guvernul condus de lordul Balfour cunoștea dificultatea operațiunii sau intenția tibetanilor de a opune rezistență.
Pe 19 iulie 1903 Younghusband a ajuns la Gangtok, capitala statului indian Sikkim, unde John Claude White era ofițer politic, pentru a pregăti desfășurarea misiunii. White a fost nemulțumit de numirea sa ca vicecomisar al forței expediționare și, spre nemulțumirea lui Younghusband, a făcut tot ce i-a stat în putință pentru anularea numirii. Efortul său nu a avut succes, iar Younghusband s-a răzbunat mai târziu pentru insubordonarea lui White, atunci când l-a lăsat în jungla plină de lipitori a Sikkimului pentru a organiza un transport al echipamentelor către Tibet.
Între timp, subsecretarul guvernului Indiei a precizat într-o scrisoare trimisă lui Younghusband pe 26 iulie 1903 că „în cazul întâlnirii lui Dalai Lama, guvernul Indiei vă autorizează să-i dați asigurarea pe care ați sugerat-o în scrisoarea dvs.”. Începând din august 1903 Younghusband și comandantul militar care-l escorta la Khampa Dzong, lt.-col. Herbert Brander, a încercat să-i provoace pe tibetani la o confruntare armată. Britanicii au avut la dispoziție câteva luni pentru a se pregăti pentru expediția care a pătruns pe teritoriul tibetan la începutul lunii decembrie 1903 în urma unui act de „ostilitate tibetană”, care, după cum a stabilit ulterior rezidentul britanic în Nepal, a fost trecerea unei turme de iaci nepalezi și a păstorilor lor înapoi peste graniță. Când Younghusband i-a telegrafiat viceregelului Indiei, într-o încercare de a consolida sprijinul guvernului britanic pentru invazie, că serviciile de informații au indicat că armata rusă a intrat în Tibet, lordul Curzon l-a redus la tăcere: „Amintiți-vă că în ochii guvernului Majestății Sale noi nu înaintăm din cauza lui Dorjyev sau a armatei rusești din Lhasa, ci din cauză că convenția noastră a fost violată cu nerușinare, frontiera noastră a fost încălcată, supușii noștri au fost arestați, misiunea noastră a fost batjocorită și reprezentanții noștri au fost ignorați”."
Forța expediționară britanică, care avea toate caracteristicile unei armate invadatoare, număra peste 3.000 de luptători, cărora li se adăugau 7.000 de șerpași, hamali și muncitori. Autoritățile britanice, anticipând dificultățile luptelor la mare altitudine, au inclus mai multe trupe de militari gurkha și paștuni din regiunile muntoase, cum ar fi Nepalul; șase companii din Regimentul 23 Pionieri Sikh, patru companii din Regimentul 8 Gurkha aflat în rezervă în orașul Gnatong din Sikkim și două companii gurkha care păzeau tabăra britanică de la Khamba Jong au mai fost implicate.
Tibetanii erau conștienți de expediția britanică; pentru a evita vărsarea de sânge, generalul tibetan de la Yadong a promis că, dacă britanicii nu-i vor ataca pe tibetani, el nu-i va ataca pe britanici. Colonelul Younghusband i-a replicat pe 6 decembrie 1903 că „noi nu suntem în război cu Tibetul și dacă nu suntem atacați nu-i vom ataca pe tibetani”. Atunci când britanicii nu au întâlnit nici tibetani și nici chinezi la Khampa Dzong, Younghusband a înaintat cu circa 1.150 de militari, hamali și muncitori și cu mii de animale de povară în orașul Tuna, aflat la 50 de mile dincolo de graniță. După ce au așteptat acolo mai multe luni, sperând în zadar că vor sosi negociatorii, conducătorii expediției au primit ordinul (în 1904) pentru a-și continua drumul către Lhasa.
Guvernul Tibetului, condus de Dalai Lama, alarmat că o mare putere străină a trimis o misiune militară către capitala țării, a dispus mobilizarea forțelor sale armate.

## Avansarea inițială

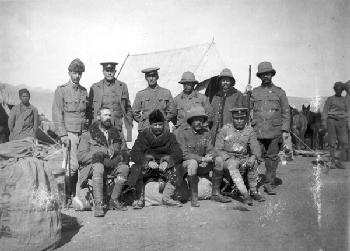
Maiorul Francis Younghusband conducând o forță militară britanică către Lhasa în 1904

Armata Britanică care a plecat din orașul Gnathong din Sikkim pe 11 decembrie 1903 era bine pregătită pentru luptă, având o experiență îndelungată în războaiele de la frontiera indiană. Comandantul acesteia, generalul de brigadă James Ronald Leslie Macdonald, a iernat în regiunea de la frontieră, folosind acest timp pentru a-și instrui trupele și a le aproviziona cu provizii de hrană și cu echipamente înainte de a începe înaintarea peste graniță în luna martie. Trupele britanice au mers peste 50 mile (80 km), înainte de a întâlni primul său obstacol major în trecătoarea Guru, lângă Lacul Bhan Tso, pe 31 martie.

### Masacrul de la Chumik Shenko
Confruntarea militară care a avut loc pe 31 martie 1904 a devenit cunoscută sub numele de Masacrul de la Chumik Shenko. Avangarda armatei lui Macdonald a întâlnit o forță militară tibetană formată din 3.000 de oameni ce blocau drumul, înarmați cu muschete vechi și ascunși în spatele unui perete de stâncă înalt de 1,5 m. Pe panta de mai sus, tibetanii au pus șapte sau opt movile de bolovani. Comisarul Younghusband a fost rugat să se oprească, dar a răspuns că înaintarea trebuie să continue și că el nu ar putea permite ca o trupă tibetană să blocheze drumul. Tibetanii nu au atacat, dar nici nu și-au părăsit pozițiile. Younghusband și Macdonald au fost de acord că „singurul lucru de făcut era să-i dezarmeze și să-i lase să plece”. Aceasta a fost cel puțin versiunea oficială. Scriitorul Charles Allen a sugerat, de asemenea, că a fost simulat un atac pentru a-i determina pe tibetani să deschidă focul.
Se pare că o încăierare între militarii sikh și apărătorii tibetani grupați în jurul generalilor tibetani a declanșat o acțiune a generalului de la Lhasa: el a tras cu un pistol, lovind un sikh în falcă. Relatările britanice susțin că generalul tibetan s-a înfuriat atunci când a văzut încăierarea ce s-a declanșat și a împușcat un soldat sikh în față, fapt care a determinat un răspuns violent din partea camarazilor soldatului și a făcut ca situația să escaladeze rapid. Henry Newman, un reporter de la Reuters, care s-a descris pe sine ca un martor, a afirmat că, în urma acestei împușcături, grupul de tibetani a pornit înainte și atacul lor s-a desfășurat  pe lângă corespondentul ziarului Daily Mail, Edmund Candler, și că foarte curând după aceea, focul a fost direcționat din trei părți de tibetanii masați în spatele zidului. Potrivit relatării dr. Allender Waddell, „ei au revărsat un foc nimicitor asupra inamicului, care, cu mitralierele Maxim cu tragere rapidă, i-au secerat pe tibetani în câteva minute într-un masacru teribil”. Relatarea tibetanilor susține că englezii i-au păcălit pe tibetani să-și dezarmeze muschetele și că britanicii au deschis focul fără somație. Cu toate acestea, nu există dovezi care să arate o astfel de înșelăciune a avut loc și probabilitatea este că armele greoaie au o folosință limitată în aceste circumstanțe. În plus, militarii britanicii, sikh și gurkha cei mai apropiați de tibetani erau aproape toți protejați de un zid înalt și nimeni nu a fost ucis.

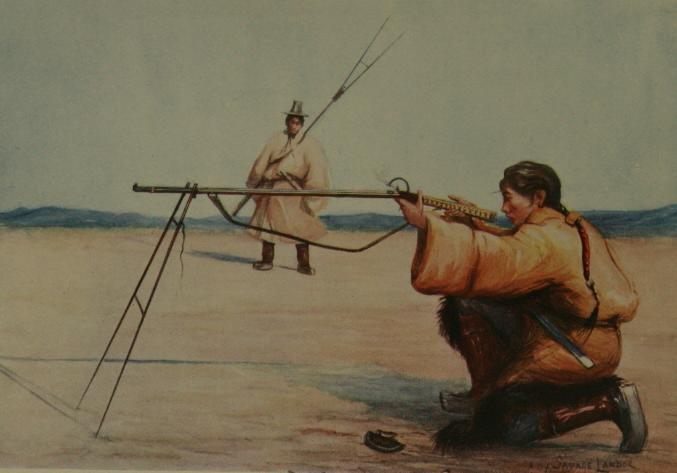
Soldat tibetan trăgând la țintă

Tibetanii au fost secerați de mitralierele Maxim în timp ce fugeau. „Mi s-a făcut rău de acest măcel așa că am încetat focul, deși ordinul generalului era să-l fac cât mai mare posibil”, a scris locotenentul Arthur Hadow, comandantul detașamentului ce folosea mitralierele Maxim. „Sper că nu voi mai fi niciodată nevoit să-i dobor pe oamenii care se retrag”.
După o jumătate de milă de câmpul de luptă, forțele tibetane au putut să se adăpostească și li s-a permis să se retragă de generalul de brigadă Macdonald. În spatele lor, au lăsat între 600 și 700 de morți și 168 de răniți, dintre care 148 au supraviețuit în spitalele de campanie britanice ca prizonieri. Victime britanice au fost 12 răniți. În timpul acestei lupte și a unor lupte ulterioare, tibetanii purtau amulete despre care călugării lor lama au promis că-i vor proteja în mod miraculos de orice rău. După o luptă, tibetanii supraviețuitori și-au arătat neînțelegerea profundă cu privire la motivul ineficienței acestor amulete. Într-o telegramă către superiorul său din India, a doua zi după masacru, Younghusband a declarat: „am încredere că pedeapsa teribilă pe care au primit-o îi va împiedica să lupte în continuare și îi va determina în cele din urmă să negocieze”.

## Înaintarea către Gyantse
Younghusband a vrut să se mute Misiunea la Lhasa și a telegrafiat la Londra pentru a cere un aviz, dar nu a primit niciun răspuns. Reacție produsă în Marea Britanie de vestea masacrului de la Chumik Shenko a fost una de „șoc [și de] neliniște crescută”. Revistele The Spectator și Punch și-au exprimat opiniile critice față de un spectacol în care „oameni semiînarmați” au fost nimiciți „cu armele irezistibile ale științei”. La Whitehall, guvernul „și-a păstrat capul colectiv jos”. Între timp, serviciile de informații l-au informat pe Younghusband că trupele tibetane s-au adunat la Karo La, la 45 de mile est de Gyantse.

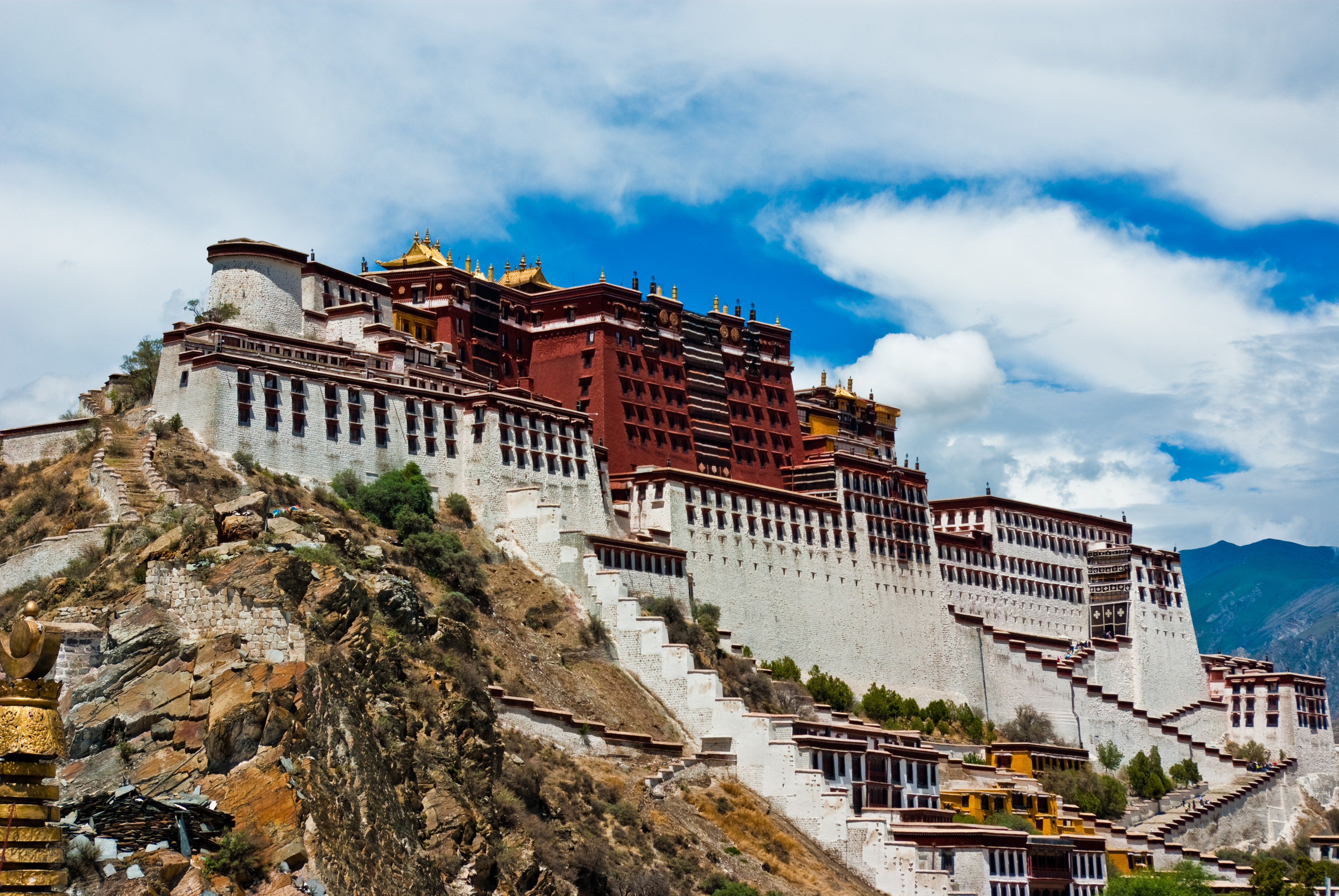
Palatul Potala

Forțele britanice au ajuns în Lhasa pe 3 august 1904, aflând cu acest prilej că cel de-al 13-lea Dalai Lama fugise la Urga, capitala Mongoliei. Ambanul i-a escortat pe britanici în oraș cu garda sa personală, dar i-a informat că el nu avea autoritatea de a purta negocieri cu ei. Tibetanii le-au spus că doar Dalai Lama (care era absent) avea autoritatea de a semna orice acord. Ambanul l-a sfătuit pe împăratul chinez să-l detroneze pe Dalai Lama. Consiliul de Miniștri și Adunarea Generală a Tibetului au început să se supună presiunii impuse asupra lor în cursul lunii august, refuzând să accepte însă suma cerută ca despăgubiri, care li s-a părut mult prea mare pentru o țară săracă. Cu toate acestea, Younghusband i-a intimidat în cele din urmă pe regentul Ganden Tri Rinpoche și pe membrii Tsongdu (Adunarea Națională Tibetană) pentru a semna, la 7 septembrie 1904, un tratat elaborat de el însuși, cunoscut ulterior ca Tratatul de la Lhasa. Acest act a fost semnat, tot la insistența lui Younghusband, în Palatul Potala. El i-a scris bucuros soției că a reușit voios la soția lui că el a fost capabil „să le îndese tot tratatul pe gât”.

## Legături externe
- „No. 27743”. The London Gazette (Supplement). 13 decembrie 1904. pp. 8529–8536. Macdonald's official report